# Thaurorod
I Thaurorod sono una band symphonic metal formatasi a Hyvinkää, Finlandia, nel 2002.

## Discografia
Album in studio
- 2010 - Upon Haunted Battlefields
- 2013 - Anteinferno
- 2018 - Coast of Gold

Demo
- 2005 - Thaurorod
- 2006 - Tales of the End
- 2007 - Morning Lake

### Attuale
- Emil Pohjalainen – chitarra (2002-)
- Lasse Nyman – chitarra (2007-)
- Pasi Tanskanen – basso (2002-)
- Vili Ollila – tastiera (2005-)
- Joonas Pykälä-Aho – batteria (2002-)
- Andi Kravljaca - voce (2012-)

### Ex membri
- Raymond Joint – voce, chitarra
- Teemu Laitinen – voce
- Petra Lehtimäki – voce (2004-2005)
- Vladimir Lumi – voce (2005-2008)
- Markku Kuikka – voce (2008-2010)
- Jarno Korhonen – chitarra
- Seppo Kolehmainen – chitarra
- Tommi Ahtila – chitarra, tastiere (2005)
- Jani Vesanen – chitarra (2005-2007)
- Emmi Taipale - tastiere
- Michele Luppi – voce (dicembre 2010 - luglio 2012)